# Flamenc de Xile
El flamenc de Xile (Phoenicopterus chilensis) és una de les sis espècies vives del gènere Phoenicopterus.

## Descripció
Es tracta d'un flamenc gran, d'uns 100 cm de llargària, amb plomatge d'un rosat clar, més pujat que el flamenc rosat (que a més és una mica més gran), però menys fort que el del flamenc del Carib. Les ales són de color rosa fort, amb les rèmiges primàries i secundàries negres, molt vistoses en vol.
Tars i tíbia de color clar, amb els peus i l'articulació tibiotarsal rosa viu. El bec és clar amb una zona negra a la punta que ocupa més de la meitat.
Pot coincidir als mateixos indrets que el flamenc de James o l'andí, dels quals es diferencia per la grandària i el color de bec i tars.

## Hàbitat i distribució
Viu en zones humides d'escassa profunditat, des de la costa fins als 4.000 m. d'alçària, en zones temperades d'Amèrica del Sud, des de l'Equador i el Perú fins a Xile i l'Argentina, cap a l'est fins al Brasil. S'ha introduït a l'Alemanya i als Països Baixos.

## Taxonomia
Íntimament relacionat amb el flamenc rosat i el del Carib, antany eren considerats coespecífics.

## Reproducció
Com tots el flamencs, pon un únic ou sobre un monticle de fang de forma de tronc de con.